# Connor Goldson
Connor Lambert Goldson (* 18. Dezember 1992 in Wolverhampton) ist ein englischer Fußballspieler, der bei Aris Limassol unter Vertrag steht.

## Karriere
Connor Goldson begann im Kindesalter mit dem Fußballspielen bei Shrewsbury Town unweit seiner Geburtsstadt Wolverhampton an der walisischen Grenze. Bis zum Jahr 2010 spielte er im Juniorenbereich des Vereins. Ab August 2010 stand er im Profikader von Shrewsbury Town. Sein Debüt für den damaligen Viertligisten gab er am 8. Februar 2011 gegen Lincoln City, als er für Jermaine Grandison eingewechselt wurde. In der folgenden Spielzeit stieg Goldson mit dem Verein als Vizemeister in die dritte Liga auf. Von November 2013 bis Januar 2014 wurde der Innenverteidiger an Cheltenham Town verliehen. In der gleichen Saison stieg Shrewsbury Toen in die Viertklassigkeit ab. Nach dem Abstieg gelang der direkte Wiederaufstieg hinter Burton Albion. Nachdem Goldson bis 2015 in über 100 Pflichtspielen für den Verein zum Einsatz gekommen war, wechselte er zum englischen Zweitligisten Brighton & Hove Albion. Dort stieg er mit der Mannschaft 2017 in die Premier League auf. Goldson blieb in der gesamten Zeit allerdings nur Ergänzungsspieler in der Innenverteidigung der Seagulls hinter Gaëtan Bong, Lewis Dunk und Shane Duffy.
Im Juni 2018 verpflichteten ihn die Glasgow Rangers und statteten ihn mit einem Vierjahresvertrag aus. Sein Pflichtspieldebüt für die Rangers gab er am 12. Juli bei einem 2:0-Heimsieg im Qualifikationsspiel zur UEFA Europa League 2018/19 gegen den nordmazedonischen Verein FK Shkupi. Am 17. Oktober 2020 erzielte er beim 2:0-Auswärtssieg gegen Celtic Glasgow im Old-Firm-Derby einen Doppelpack. In der Saison 2020/21 war Goldson in jedem Pflichtspiel der Rangers vertreten und bestritt insgesamt 56 Spiele, als die Rangers Meister wurden. Goldson spielte das gesamte Finale der Europa League, das die Rangers im Elfmeterschießen gegen Eintracht Frankfurt verlor. Drei Tage später er mit den Rangers den schottischen Pokal. Am 1. Juni 2022 unterzeichnete er eine Vertragsverlängerung um vier Jahre.
Im Juli 2024 wechselte Goldson zu Aris Limassol nach Zypern.

## Erfolge
Glasgow Rangers
- Schottischer Meister: 2021
- Schottischer Pokal: 2022
- UEFA-Europa-League-Finalist: 2022